# Bruce Heard
Bruce Heard (Nizza, 9 marzo 1957) è un autore di giochi francese naturalizzato statunitense, designer di numerosi prodotti della serie di giochi di ruolo fantasy Dungeons & Dragons.

## Carriera
Ha iniziato la propria carriera come traduttore dei giochi di ruolo in lingua francese per la TSR nel 1983, lavorando dapprima in Francia, e successivamente trasferendosi a vivere negli Stati Uniti.
Dopo aver lavorato un paio di anni come traduttore, nel 1985 Heard fu spostato nella sezione giochi, dove si trovò a lavorare come editore al fianco di Jon Pickens. Inoltre Bruce Heard si occupò del design di alcuni prodotti di Dungeons & Dragons come CM7, Tree of Life, M1, Into the Maelstrom, DL12, Dragons of Faith.